# Nicolas Frantz
Nicolas Frantz (Mamer, 4 de noviembre de 1899-Luxemburgo, 8 de noviembre de 1985) fue un ciclista luxemburgués, profesional entre los años 1923 y 1934, durante los cuales consiguió 60 victorias.
Fue uno de los deportistas más laureados en la historia de Luxemburgo. Fue campeón de su país durante doce años consecutivos, todos los que estuvo de profesional. Tentó el Campeonato Mundial de Ciclismo en Ruta, pero solo pudo ganar dos medallas, una de plata y otra de bronce.
El Tour de Francia fue la carrera que le dio fama, tras ganarlo dos años consecutivos, en 1927 y 1928, edición en la que fue líder desde la primera etapa hasta la última. Consiguió, además, dos segundos puestos y 20 etapas ganadas (4 de ellas en contrarreloj por equipos) a lo largo de sus participaciones.
Tras retirarse del ciclismo profesional, se convirtió en director deportivo, teniendo bajo sus órdenes al también luxemburgués Charly Gaul.

## Palmarés
| 1922 - ̈1.º en Gran Premio François-Faber - Campeonato de Luxemburgo independiente 1923 - Campeonato de Luxemburgo en Ruta - Campeonato de Luxemburgo de ciclo-cross - 1.º en la Madrid-Santander - 1.º en la París-Lyon - 1.º en la París-Calais - 1.º en la París-Rennes - 1 etapa del Critérium des Aiglons - 1.º en Gran Premio François-Faber 1924 - Campeonato de Luxemburgo en Ruta - Campeonato de Luxemburgo de ciclo-cross - 2.º en el Tour de Francia, más 2 etapas - 1 etapa de la Vuelta a Bélgica 1925 - Campeonato de Luxemburgo en Ruta - 4 etapas del Tour de Francia - 1.º en el Gran Prix de les Ardenas 1926 - Campeonato de Luxemburgo en Ruta - 2.º en el Tour de Francia, más 4 etapas - Vuelta al País Vasco, más 2 etapas - 1.º en la París-Hayange 1927 - Campeonato de Luxemburgo en Ruta - Tour de Francia, más 3 etapas - 1.º en la París-Bruselas - 1.º en la París-Longwy | 1928 - Campeonato de Luxemburgo en Ruta - Tour de Francia, más 5 etapas - 1 etapa de la Vuelta al País Vasco - 1.º en la París-Rennes 1929 - Campeonato de Luxemburgo en Ruta - París-Tours - 2 etapas del Tour de Francia - 2.º en el Campeonato Mundial - 1 etapa de la Vuelta al País Vasco 1930 - Campeonato de Luxemburgo en Ruta - ̈1.º en Gran Premio François-Faber 1931 - Campeonato de Luxemburgo en Ruta - 2 etapas de la Vuelta a Alemania 1932 - Campeonato de Luxemburgo en Ruta - 3.º en el Campeonato Mundial - ̈1.º en la París-Nancy - ̈1.º en el Critérium de Tournai - ̈1.º en el Circuito Lorena-Borgonya 1933 - Campeonato de Luxemburgo en Ruta - ̈1.º en el Circuito de la Mosela - ̈1.º en el Gran Prix Terrot a Onans 1934 - Campeonato de Luxemburgo en Ruta |

## Resultados en las grandes vueltas
| Carrera         | Carrera         | 1923 | 1924 | 1925 | 1926 | 1927 | 1928 | 1929 | 1930 | 1931 | 1932 |
| --------------- | --------------- | ---- | ---- | ---- | ---- | ---- | ---- | ---- | ---- | ---- | ---- |
|                 | Giro de Italia  | —    | —    | —    | —    | —    | —    | —    | —    | —    | —    |
|                 | Tour de Francia | —    | 2.º  | 4.º  | 2.º  | 1.º  | 1.º  | 5.º  | —    | —    | 45.º |
|                 | Vuelta a España | X    | X    | X    | X    | X    | X    | X    | X    | X    | X    |
| Mundial en Ruta | Mundial en Ruta | X    | X    | X    | X    | —    | —    | 2.º  | —    | —    | 3.º  |

## Equipos
- Thomann (1923)
- Alcyon-Dunlop (1924-1931)

- Datos: Q456089
- Multimedia: Nicolas Frantz / Q456089